# شیر کوهی شرقی
شیر کوهی شرقی اشاره به نوعی شیر کوهی دارد که به‌طور کامل یا به صورت محدود در مناطقی از زمین منقرض شده‌است. این جانور زمانی در شمال شرق آمریکای شمالی زندگی می‌کرد. در سال ۲۰۱۱ به صورت غیررسمی از سوی سازمان خدمات ماهی و حیات وحش آمریکا اعلام شد که این جانور منقرض شده و در ژانویهٔ سال ۲۰۱۸ به‌طور رسمی این جانور از فهرست جانوران در خطر خارج شد و منقرض‌شده اعلام شد اما کانادا در این باره اظهار نظری نکرده‌است.
در سال ۱۷۹۲ رابرت کر عضو انجمن سلطنتی فیزیک و انجمن سلطنتی جراحان، نام شیرکوهی فلیس را به شیرکوهی شرق آمریکای شمالی، شمال فلوریدا اختصاص داد. در سال ۱۸۵۱ جان جیمز اودوبان تشخیص داد که شیرکوهی آمریکای شمالی و جنوبی قابل تفکیک از هم نیستند.

## پراکندگی
در سال ۲۰۱۱ یک مقام رسمی انتاریو اعلام کرد که در این استان شیرکوهی وجود دارد. اما او اشاره کرد که این شیرهای کوهی ممکن است مواردی باشند که از باغ وحش فرار کرده‌اند یا حیوان خانگی برخی افراد باشند یا شیرهای کوهی باشند که از غرب به سوی شمال مهاجرت کرده‌اند.
حضور شیرهای کوهی زیادی از کانادا در انتاریو، استان کبک،  نیوبرانزویک و نوا اسکوشیا.
گزارش شده‌است.